# Krupp Hannibal Vorkriegsausführung
Die normalspurigen Dampflokomotiven der Type Krupp Hannibal wurden von der Lokomotiv- und Waggonbaufabrik Krupp in Essen für verschiedene Unternehmen vor dem Zweiten Weltkrieg gebaut. Sie gelten als Weiterentwicklung des Hohenzollern Typ Borbeck. Es sind 75 Exemplare bekannt.
Nach dem Zweiten Weltkrieg waren sie auf verschiedenen Zechen- und Werkbahnen im Einsatz, bis sie durch Diesellokomotiven abgelöst oder durch das Zechensterben überflüssig wurden. Drei Lokomotiven sind heute (2020) an verschiedenen Standorten erhalten geblieben.

## Geschichte und Einsatz
Ab 1924 fertigte die Lokomotiv- und Waggonbaufabrik Krupp zahlreiche Tenderlokomotiven vorrangig für Werkbahnen des Ruhrgebietes. Nachdem Krupp die Lokomotivabteilung der Aktiengesellschaft für Lokomotivbau Hohenzollern übernommen hatte, entwickelte sie auf Basis des Hohenzollern Typ Borbeck eine C-gekuppelte Lokomotive des Krupp Typ Hannibal. Bis zum Zweiten Weltkrieg wurden 24 Lokomotiven, die als Nassdampf- oder als Heißdampf-Lokomotiven ausgeführt waren, gebaut.
Diese erfolgreiche Type wurde in drei Serien gebaut: Bauform 1933/1934, Bauform 1941 1. Verlagerungsserie und Bauform 1942 2. Verlagerungsserie. Die Lokomotiven der ersten Verlagerungsserie wurden aufgrund der Kriegsereignisse 1941 bei ČKD gefertigt. Die 30 Lokomotiven der letzten Serie wurden während des Krieges angearbeitet und konnten erst nach dessen Ende vollständig zusammengebaut werden. Sie wurden bis 1953 ausgeliefert. Dabei waren 20 Lokomotiven dabei, die bei EMG Grafenstaden hergestellt wurden.

### Hafenbahn Neuß VI

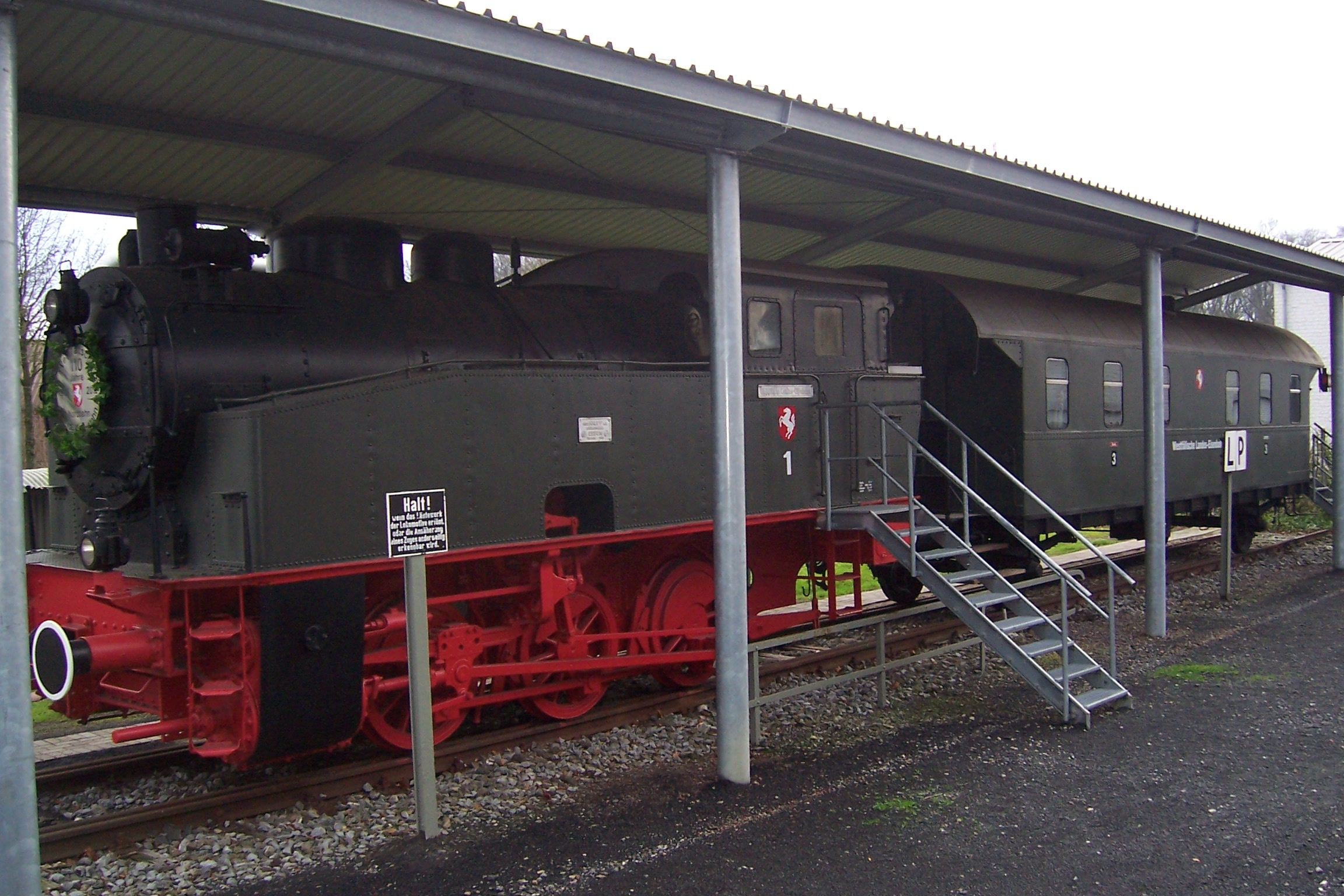
Erhaltene Lokomotive Krupp Hannibal im Eisenbahnmuseum Stadtlohn

Die älteste erhaltene Lokomotive mit der Fabriknummer Krupp 1493 wurde 1935 als Heißdampflokomotive an die Hafenbahn in Neuss ausgeliefert. 1952 gelangte sie an die Zeche Heinrich-Robert in Hamm, wo sie Rangierdienste und kurze Übergabefahrten zum nächsten Anschlussbahnhof erledigte. In den 1960er Jahren wurde die Lok in eine Nassdampflokomotive umgebaut.
1970 wurde sie von der Ruhrkohle AG übernommen und 1972 außer Dienst gestellt. Die Lokomotive blieb erhalten und wurde bis 1989 auf einem Spielplatz in Hamm aufgestellt. Danach wurde sie als Denkmal am ehemaligen Bahnhof in Stadtlohn aufgestellt. 2012 kam sie in das Eisenbahnmuseum Stadtlohn, wo sie unter einem Wetterschutz steht und begehbar ist.

### IG Farben 75 und 76
Die Lokomotiven mit den Fabriknummern Krupp 1770 und Krupp 1845 sind ebenfalls erhalten geblieben. Sie wurden an die IG Farben Ludwigshafen ausgeliefert.
Nach dem Zweiten Weltkrieg kam eine Lokomotive zu den PKP und erhielt die Betriebsnummer TKh 100-45. Bis 1965 war sie Eigentum bei der Staatsbahn, dann wurde sie an eine Zuckerfabrikation in Chełmża gegeben, wo sie als Heizlokomotive eingesetzt wurde. In den 1990er Jahren gelangte sie auf ein Eisenbahnmuseum in Kościerzyna, wo sie sich 2014 in ihrem letzten Erhaltungszustand noch befand.
Die zweite Lokomotive blieb im Raum Ludwigshafen, kam 1960 zum Eschweiler Bergwerks-Verein und wurde auf der Zechenbahn der Grube Anna eingesetzt, wo sie bis 1972 blieb. Danach wurde sie auf einem Spielplatz in Alsdorf aufgestellt. Die Lokomotive wurde gepflegt. 2017 kam sie in Einzelteilen zum Deutschen Werkbahn-Museum in Aschersleben.

## Technik
Die Lokomotive zeigte entfernte Ähnlichkeit zur DR-Baureihe 80 mit größerem Wasserkasteninhalt. Dern Antrieb wirkt auf die dritte Kuppelachse. Die Blechrahmenlokomotiven mit  Heusinger-Steuerung konnten nach Kundenwunsch für Heißdampf oder für Nassdampf-Betrieb geliefert werden. Dabei unterschieden in der Verdampfungsheizfläche und der Wirtschaftlichkeit.
Auf dem Kesselscheitel waren Läutewerk, Dampfdom, Sicherheitsventil und Pfeife angeordnet. Pro Triebwerksseite waren zwei Sandfallrohre vorhanden. Es wurden jeweils das zweite Rad in Fahrtrichtung von vorn gesandet.